# Helle Jensen (fodboldspiller)
 For alternative betydninger, se Helle Jensen. (Se også artikler, som begynder med Helle Jensen)
Helle Jensen (født 23. marts 1969) er en dansk forhenværende fodboldspiller, angriber, der senest spillede for Fortuna Hjørring. Hun er blandt top-ti på det danske kvindefodboldlandsholds topscorerliste. Hun deltog ved to VM-slutrunder for Danmark, i 1991 og 1995. Hun deltog desuden ved OL 1996 i Atlanta, hvor hun spillede alle de tre kampe, som Danmark fik. Danmark tabte alle kampene, men Helle Jensen scorede det danske mål i 1-3-nederlaget mod Sverige. Hun sluttede sin fodboldkarriere efter de olympiske lege i 1996 i en alder af 27 år; hun havde da spillet 77 A-landskampe og her scoret 38 mål.